# La Vieux-Rue
La Vieux-Rue är en kommun i departementet Seine-Maritime i regionen Normandie i norra Frankrike. Kommunen ligger i kantonen Darnétal som tillhör arrondissementet Rouen. År 2022 hade La Vieux-Rue 576 invånare.

## Befolkningsutveckling
Antalet invånare i kommunen La Vieux-Rue
| Referens: INSEE |